# Turmhügel Aunkofen
Der Turmhügel Aunkofen befindet sich in Aunkofen, heute ein Stadtteil der Stadt Abensberg im niederbayerischen Landkreis Kelheim. Die Turmhügelburg (Motte) liegt 150 m südsüdöstlich der Kirche Mariä Himmelfahrt („Liebfrauenkirche“) und 50 m nördlich der Abens. Die Anlage wird als „Turmhügel des Mittelalters“ unter der Aktennummer D-2-7137-0001  in der Bayerischen Denkmalliste geführt.

## Beschreibung
Der Turmhügel besteht aus einer 25 m im Durchschnitt betragenden Insel, darum befindet sich ein 10–12 m breiter Ringgraben. In seiner Anfangszeit bestand die Burg aus einem von einem Wassergraben umschlossenen mehrstöckigen Wohnturm, der z. T. aus Ziegeln errichtet worden ist. Der Turm bestand noch im 17./18. zu Lebzeiten von Michael Wening und wird von ihm als „vereckiger Thurn“ beschrieben. Um die Anlage zieht sich in 20 m Abstand von dem Wassergraben eine Wehrmauer mit Schlitzschießscharten unbestimmter Zeitstellung. Aufgrund der Art der nunmehr zugemauerten Schießscharten kann die Entstehungszeit dieser Wehranlage im 14. Jahrhundert angenommen werden.

## Geschichte
Die Burg wurde im 11. Jahrhundert errichtet. Sie lag an der Stelle, an der sich die aus Straubing herziehende Ochsenstraße in die drei Straßenarme nach Pförring, Irnsing und Eining verzweigt. Sie hat hier eine Wegsicherungs- oder Kontrollfunktion wahrgenommen. Hier waren die edelfreien Herren von Aunkofen angesiedelt. In der zweiten Hälfte des 11. Jahrhunderts bezeugen die Brüder Askrich, Kazili und Rotpert von Aunkofen verschiedene Welternburger Traditionen. Konrad, der Sohn des Kazili, wird zwischen 1089 und 1140 bei Rechtsgeschäften des Klöster St. Emmeram, Biburg, Prüfening und Rohr sowie des Hochstifts Regensburg genannt. Ein Heinrich von Aunkofen hat zwischen 1095 und 1099 zwei Censualen an das Kloster St. Emmeram tradiert. Ein Ulrich von Aunkofen wird 1146 in einer Urkunde von Kloster St. Paul als „edl vester Herr“ bezeichnet. Der letzte dieses Geschlechts dürfte Eberwein von Aunkofen gewesen sein, der 1241 auf einem Gerichtstag von Herzog Otto II. von Bayern anwesend ist.
Nach dem Aussterben der Aunkofer hat die Wehranlage weiterhin bestanden, was durch die Wehrmauer aus dem 14. Jahrhundert belegt ist. Nachfolger sind die Herren von Abensberg, die in der nahe gelegenen Burg Abensberg ihren Sitz hatten und Aunkofen bis in das 15. Jahrhundert nutzten.